# Novoušycký rajón
Novoušycký rajón (ukrajinsky Новоушицький район) byl rajón v Chmelnycké oblasti na Ukrajině. Hlavním městem byla Nova Ušycja a rajón měl přibližně 27 tisíc obyvatel. 

## Sídla v rajónu
- Nova Ušycja